# Manuel Vidrio
Manuel Vidrio Solís (ur. 23 sierpnia 1972 w Teocuitatlán de Corona) – piłkarz meksykański grający na pozycji środkowego obrońcy.

## Kariera klubowa
Pierwsze kroki piłkarskie Vidrio stawiał w klubie Chivas Guadalajara. 15 września 1991 roku zadebiutował w rozgrywkach ligi meksykańskiej w wygranym 1:0 meczu z Correcaminos UAT i w zasadzie już w pierwszym sezonie, a konkretnie w fazie Clausura był podstawowym zawodnikiem zespołu. W Chivas występował przez pełne 5 sezonów, ale w tym czasie zespół przeżywał kryzys i nie osiągnął żadnego sukcesu, ze zdobyciem mistrzostwa kraju włącznie. W 1996 roku Vidrio przeszedł do Deportivo Toluca, gdzie spędził jeden sezon, a już w 1997 roku był zawodnikiem Tecos UAG z Guadalajary. Tam grał przez półtora roku, ale nie wiodło mu się najlepiej i przed rozpoczęciem fazy Clausura 1999 przeniósł się do CF Pachuca, ówczesnego mistrza fazy Invierno. W klubie tym Manuel doszedł do dawnej formy i w 2001 roku doprowadził zespół do mistrzostwa Meksyku fazy Invierno, będącym jego pierwszym w karierze.
Latem 2002 w CA Osasuna na stanowisku pierwszego trenera zatrudniono byłego selekcjonera reprezentacji, rodaka Vidrio, Javiera Aguirre, który postanowił ściągnąć do swojego zespołu właśnie Manuela. W Primera División Meksykanin zadebiutował 1 września w zremisowanym 2:2 meczu z Villarrealem, a dwa tygodnie później zdobył swojego pierwszego i zarazem jedynego gola w lidze w przegranym 1:2 meczu z Deportivo La Coruña. W Osasunie nie sprawdził się jednak i w rundzie jesiennej rozegrał zaledwie 5 spotkań i po pół roku powrócił do ojczyzny.
W styczniu 2003 Vidrio ponownie został piłkarzem Pachuki. Jednak już w sezonie 2005/2006 zaczęły prześladować go kontuzje i w fazie Apertura rozegrał zaledwie jedno spotkanie, a w Clausura kolejnych pięć, ale już dla zespołu CD Veracruz. Po sezonie, latem 2006 zdecydował się zakończyć piłkarską karierę.
| Sezon   | Klub               | Kraj      | Rozgrywki                                | Mecze | Bramki |
| ------- | ------------------ | --------- | ---------------------------------------- | ----- | ------ |
| 1991/92 | Chivas Guadalajara | Meksyk    | Primera División                         | 22    | 0      |
| 1992/93 | Chivas Guadalajara | Meksyk    | Primera División                         | 34    | 0      |
| 1993/94 | Chivas Guadalajara | Meksyk    | Primera División                         | 32    | 0      |
| 1994/95 | Chivas Guadalajara | Meksyk    | Primera División                         | 34    | 3      |
| 1995/96 | Chivas Guadalajara | Meksyk    | Primera División                         | 33    | 5      |
| 1996/97 | Deportivo Toluca   | Meksyk    | Primera División                         | 24    | 1      |
| 1997/98 | Tecos UAG          | Meksyk    | Primera División                         | 21    | 1      |
| 1998/99 | Tecos UAG          | Meksyk    | Primera División                         | 13    | 0      |
| 1998/99 | CF Pachuca         | Meksyk    | Primera División                         | 14    | 1      |
| 1999/00 | CF Pachuca         | Meksyk    | Primera División                         | 39    | 1      |
| 2000/01 | CF Pachuca         | Meksyk    | Primera División                         | 28    | 2      |
| 2001/02 | CF Pachuca         | Meksyk    | Primera División                         | 27    | 2      |
| 2002/03 | CA Osasuna         | Hiszpania | Primera División                         | 5     | 1      |
| 2002/03 | CF Pachuca         | Meksyk    | Primera División                         | 17    | 0      |
| 2003/04 | CF Pachuca         | Meksyk    | Primera División                         | 27    | 0      |
| 2004/05 | CF Pachuca         | Meksyk    | Primera División                         | 20    | 1      |
| 2005/06 | CF Pachuca         | Meksyk    | Primera División                         | 1     | 0      |
| 2005/06 | CD Veracruz        | Meksyk    | Primera División                         | 5     | 0      |
|         |                    |           | Łącznie w meksykańskiej Primera División | 391   | 17     |
|         |                    |           | Łącznie w hiszpańskiej Primera División  | 5     | 1      |

## Kariera reprezentacyjna
W reprezentacji Meksyku Vidrio zadebiutował w 1993 roku. Rok wcześniej wystąpił na Igrzyskach Olimpijskich w Barcelonie, jednak Meksyk nie wyszedł z grupy. W 1995 roku wziął udział w Pucharze Konfederacji 1995, na którym jego rodacy zajęli 3. miejsce.
W 2001 roku Vidrio był w kadrze na Copa América 2001, na którym Meksykanie zostali wicemistrzem przegrywając w finale 0:1 z Kolumbią. Natomiast rok później został powołany przez Javiera Aguirre do reprezentacji na Mistrzostwa Świata 2002. Wystąpił tam najpierw w 3 meczach grupowych: z Chorwacją (1:0), z Ekwadorem (2:1) i Włochami (1:1), a następnie w 1/8 finału z USA (0:2). Po Mundialu zakończył reprezentacyjną karierę. W drużynie narodowej wystąpił w 34 meczach i strzelił 1 gola.